# Cianură de potasiu
Cianura de potasiu este o sare a potasiului cu acidul cianhidric cu formula chimică KCN.

## Proprietăți
Cianura de potasiu se prezintă sub formă de cristale incolore cu miros de migdale amare. Cu acizi slabi ca acidul carbonic se eliberează acidul cianhidric. Dacă se află mai
îndelungat în contact cu aerul, formează dioxidul de carbon și carbonat de potasiu.

## Structură
{\displaystyle \mathrm {K^{+}\ [C{\equiv }N]^{-}} }

## Toxicitate
Capsulele folosite de agenții secreți conțineau între 100 și 250 mg de cianură de potasiu, având un efect mortal (140 mg) imediat la om, în contact cu sucul gastric se formează acid cianhidric. La pești este suficient o doză între 1–5 µg/litru.

## Obținere
Obținerea se face din acid cianhidric și hidroxid de potasiu:
{\displaystyle \mathrm {HCN+KOH\longrightarrow KCN+H_{2}O} }
In trecut era produs, la temperaturi înalte din monoxid de carbon și amoniac:
{\displaystyle \mathrm {3\ CO+2\ NH_{3}+K_{2}CO_{3}\longrightarrow 2\ KCN+2\ H_{2}O+H_{2}+2\ CO_{2}} }

## Utilizare
Cianura de potasiu se folosește în mod deosebit la obținerea aurului sau a nitrililor ca și în băile galvanice.

## Măsuri de protecție
Trebuie evitată formarea prafului cu orice preț la manipularea substanței. Personalul trebuie să poarte măști și mănuși de protecție, deoarece se poate absorbi și prin piele. Depozitarea se face în recipiente etichetate, închise ermetic și în condiții uscate și la temperaturi scăzute.
Metoda de depistare a ionilor de cianură (CN−) se face cu sulfatul de fier care se colorează în albastru, prin formarea de albastru de Berlin, numit și albastru de Prusia: Fe4[Fe(CN)6]3.
1. ↑  „Cianură de potasi”, POTASSIUM CYANIDE (în engleză), PubChem, accesat în 18 noiembrie 2016